# Robert C. Bradshaw
Robert C. „Bob“ Bradshaw (* vor 1980 in Florida) ist ein US-amerikanischer Elektriker, Ingenieur und Inhaber seines 1980 gegründeten Gitarren-Technik-Unternehmens Custom Audio Electronics.

## Leben
Bradshaw ist bekannt für seine Effektgerät-Systeme in Höhe eines Kühlschranks und baute Racksysteme für Künstler wie Eric Clapton, Dokken, Aerosmith, Metallica, Megadeth, Journey, Def Leppard, Toto, Steve Vai, Billie Joe Armstrong, Dweezil Zappa, Trey Anastasio, Steve Miller, Lee Ritenour, Duran Duran, Steely Dan, Gloria Estefan und Madonna. Schön während seiner Ausbildung am Mechaniker-Gymnasium in Georgia interessierte sich Bradshaw für Gitarren-Zubehör. Für Clapton stellte Bradshaw in Zusammenarbeit mit Dean Markley USA das Dean Markley and Bradshaw Switching System her.